# Afromorgus satorui
Afromorgus satorui är en skalbaggsart som beskrevs av Kawai 2006. Afromorgus satorui ingår i släktet Afromorgus och familjen knotbaggar. Inga underarter finns listade i Catalogue of Life.